# Cyphon pandellei
Cyphon pandellei là một loài bọ cánh cứng trong họ Scirtidae. Loài này được Bourgeois miêu tả khoa học năm 1884.